# افتراق معنائی
متن چپ‌چین‌شده

## افتراق معنائی
افتراق معنائی گونه‌ای مقیاس سنجش است که برای اندازه‌گیری معنای ضمنی اشیاء، رویدادها و مفاهیم طراحی شده است. معانی ضمنی به منظور استخراج رفتار افراد در مورد اشیاء، رویدادها یا مفاهیم فرضی به کار می‌روند.
نظریهٔ چارلز.ای. آزگود در مورد افتراق معنائی کوششی در جهت تلاش عمومی او برای اندازه‌گیری معناشناختی یا معنی واژگان به ویژه صفات و مفاهیم مصداقی آنها بود. از پاسخگو خواسته می‌شد تا موقعیت خود را با توجّه به یک مقیاس میان دو قطب از صفات (به عنوان نمونه: کافی-ناکافی، خوب-بد، باارزش-بی‌ارزش) انتخاب کند. افتراق معنائی را می‌توان در اندازه‌گیری دیدگاه‌ها و ارزش‌ها در یک مقیاس کنترل شدهٔ روان‌سنجی به کار برد.
محتویات
پیشینهٔ تاریخی
نامگرایان واقع‌گرایان
کاربرد صفات
عامل‌های: ارزش، قدرت و فعالیت
مطالعات بعدی: عامل‌های: عادی بودن، واقعی بودن، پیچیده بودن، سامانمندی و برانگیختگی
کاربرد
ویژگی‌های آماری
کاربرد در جنگ روانی سی آی ای
پیشینهٔ تاریخی
نام‌گرایان و واقع‌گرایان
- درک نظری افتراق معنائی چارلز. ای. آزگود ریشه در مباحث قرون وسطائی میان نام‌گرایان و واقع‌گرایان دارد. نام‌گرایان بر این باور بودند که تنها اشیاء واقعی ماهیت‌ها هستند و حالت مجرد این ماهیت‌ها که مفاهیم کلی نام دارد تنها واژگان هستند. واقع‌گرایان معتقد بودند که مفاهیم کلی وجود واقعی مستقل دارند. اثر نظری آزگود نیز با زبان‌شناسی، معناشناسی عمومی و افتراق ساختاری کورزیبسکی پیوند و ارتباط دارد.

کاربرد صفات

توسعهٔ این ابزار درک جالبی از فاصلهٔ وسیع‌تر میان زبان‌شناسی و روان‌شناسی را به ارمغان می‌آورد. آدمی از زمانی که توانائی سخن‌گفتن پیدا کرد با دیگر همنوعان خود به بحث می‌پرداخت. بسیاری از صفات نیز می‌توانند به عنوان توصیف شخصیت افراد به کار روند. وجود هزاران صفت در زبان انگلیسی بیانی از زیرعنوان‌های توصیف افراد و رفتار احتمالی آنان با گویندگان انگلیسی زبان است. واژگنج یک تلاش آغازین برای دسته‌بندی بیشتر صفات در گروه‌ها است و در این متن برای کاهش تعداد صفات به زیرمجموعه‌های قابل مدیریت به کار می‌رود تا برای تحلیل عاملی تناسب داشته باشد.

سطوح اندازه‌گیری: ارزش، قدرت و فعالیت

آزگود و همکاران او یک تحلیل عاملی از مجموعهٔ مقیاس‌های افتراق معنائی ارائه کردند و سه رفتار تکراری پیدا کردند که انسان‌ها برای ارزشیابی واژگان و گروه‌ها: ارزش، قدرت و فعالیت به کار می‌بردند. ارزشیابی در جفت صفات (خوب-بد) به بالاترین میزان می‌رسید. جفت صفت (قوی-ضعیف) عامل قدرت را مشخص می‌کرد. جفت صفت (فعال-غیرفعال) عامل فعالیت را اندازه‌گیری می‌کرد. این سه بعد از معنی مؤثر به عنوان کلیات میان فرهنگی در بررسی ده‌ها فرهنگ شناخته شدند. این ساختار عاملی معنای عمیقی دارد. هنگامی که اجداد ما با یک فرد روبرو می‌شدند ادراک درونی باید این بود که آیا این فرد خطرناک است یا نه؟ خوب است یا بد؟ قوی است یا ضعیف؟ در نتیجه، ما توانستیم دسته‌بندی ذاتی خویش را گسترش دهیم تا مواردی که افراد تهدید کنندهٔ ما بودند یا یک خطر بالقوه محسوب می‌شدند از هم تفکیک کنیم. در نتیجه، عوامل ارزش، قدرت و فعالیت یک دستگاه توصیفی مفصل را رقم زدند. افتراق معنائی آزگود این سه عامل را اندازه‌گیری می‌کند و حاوی مجموعه‌هائی از حفت صفاتی نظیر: گرم-سرد، روشن-تیره، زیبا-زشت، شیرین-تلخ، عادلانه-ناعادلانه، شجاع-ترسو و بامعنی-بی‌معنی است. مطالعات آزگود و همکاران نشان داد که یک عامل ارزشگذار برای بیشتر تغییرات مقیاس‌ها در نظر گرفته می‌شود و آنها را به رفتارها مرتبط می‌کند.

مطالعات بعدی، عامل‌های: واقعی‌بودن، عادی‌بودن، پیچیدگی، سامان‌مندی و برانگیختگی

مطالعات انجام شده با افتراق معنائی ابعاد مفاهیم کلی بیشتری را یافت. به ویژه این که چند پژوهشگر یک عامل به نام (عادی بودن که حاوی مقیاس‌هائی نظیر: معمول-کمیاب، عادی-استثنائی) یا واقعی بودن (خیالی-واقعی، مستند-گزاف، ذهنی-عینی) و نیز عوامل پیچیدگی (پیچیده-ساده، نامحدود-محدود، اسرارآمیز-عادی) یا سامان‌مندی (معمولی-پرپیچ‌وخم، ثابت-متغیر، منظم-نامنظم، دقیق-نادقیق) و برانگیختگی (جالب-خسته‌کننده، کهنه-نو) را گزارش دادند. رسالهٔ دکترای دانیل کاتمن روان‌شناس برندهٔ جائزهٔ نوبل در بارهٔ موضوع افتراق معنائی بود.
اینک افتراق معنائی یکی از مقیاس‌های پرکاربرد برای اندازه‌گیری رفتارها است. یکی از دلائل آن چندکاره بودن این ابزار است. جفت‌های دوقطبی را می‌توان برای گسترهٔ وسیعی از موضوعات به کار برد. این مقیاس را می‌توان باتری همیشه آماده برای پژوهشگران رفتار نامید. شکل خاصی از افتراق معنائی روش معنی‌شناسی فرافکن تنها از اسم‌های بسیار متداول و خنثی سود می‌برد که با هفت عامل مقیاسی-توصیفی بسیار ثابت تطابق دارد و در مطالعات بین فرهنگی یافت می‌شود. (ارزش، قدرت، فعالیت، مشابه نظریهٔ آزگود، واقعیت، سامان‌مند، پیچیدگی، محدودیت مطابق پژوهش‌های دیگر). در این روش سه دسته از مقیاس‌های توصیفی و قطبی با هفت گونه اسم تطابق یافتند. همانگونه که فکر می‌شد روش مزبور دارای تقارن مقیاس-شیء (OSS) میان مقیاس‌ها و اسم‌های ارزشگذار با کمک این مقیاس‌ها بود. به عنوان نمونه، اسم‌های مطابق با عوامل فهرست شده باید: زیبائی، قدرت، جنبش، زندگی، کار، آشفتگی و قانون باشند. انتظار می‌رفت زیبائی به شکل واضحی در روی صفات وابسته به ارزش و زندگی به عنوان بسیار واقعی بر روی مقیاس‌های وابسته به واقعیت و … ارزیابی شوند. اما هنجارگریزی‌ها در این ماتریس متقارنِ بسیار مهم می‌توانست ناهماهنگی نهفته‌ای از روش افتراق معنائی را نسبت به ناهماهنگی معنائی در پاسخ مردم دارای یک فرهنگ و پیشینهٔ آموزشی نشان دهد.

ویژگی‌های آماری

بدین سان، پنج مورد (پنج جفت صفات دو قطبی) از یافته‌های قابل اتکا به دست آمد که با اندازه‌گیری‌های عددی تقریبی‌ترِ مستقل از همان رفتار همبستگی داشت. یک مشکل در مورد این مقیاس این بود که ویژگی‌های روان‌سنجی و سطح اندازه‌گیری آن بحث‌برانگیز بود. کلی‌ترین رویکرد، کاربرد آن به عنوان یک مقیاس عدد ترتیبی بود. اما می‌توان این بحث را مطرح کرد که پاسخ خنثی (مورد میانهٔ این مقیاس) به عنوان نقطهٔ صفر اختیاری به کار رود و این که بازهٔ میان ارزش‌های مقیاس ممکن است برابر تلقی شود و آن را به یک مقیاس بازه‌ای تبدیل کند.
یک گزارش مفصّل از توسعهٔ افتراق معنائی در مورد کلیاتِ معنای مؤثر میان فرهنگی تهیه شده است. بررسی فرهنگ‌ها که توسط دیوید هیس انجام شد توجه خاص به اندازه‌گیری موضوعات را هنگام استفاده از مقیاس‌های اندازه‌گیری نموداری توسط رایانه به روزرسانی می‌کند. ورمنگام و همکاران یک چارچوب برای توسعه بیشتر و استفاده از افتراق معنائی را ارائه کرده‌اند. این چارچوب ازتوجه ویژه نسبت به جمع‌آوری مجموعه‌ای از مقیاس‌های دوقطبی مرتبط، آزمون زبان‌شناسی دوقطبی معنائی و تعیین ابعاد افتراق معنائی حمایت می‌کند.

کاربرد در جنگ روانی سی آی ای

در سال ۱۹۵۸ سی آی ای به عنوان بخشی از یک فرابرنامهٔ مدل به آزگود مبلغ ۱۹۲٬۹۷۵ دلار داد تا یک مطالعهٔ بسیار گسترده در مورد ۶۲۰ واژهٔ فرهنگی با استفاده از افتراق معنائی را بودجه گذاری کند. این پژوهش توسط سی آی ای به منظور ایجاد تبلیغات خاص فرهنگی مؤثر برای بی‌ثبات کردن دولت‌های خارجی به کار گرفته شد. به عنوان نمونه، می‌توان از روزنامهٔ ال مارکو رویوی شیلی نام برد. سی آی ای از سال ۱۹۷۰ تا ۱۹۷۳ روش افتراق معنائی را به منظور تشخیص واژه‌هائی که به صورت مؤثرتری باعث واکنش منفی نسبت به دولت سوسیالیست سالوادور آلندهدر جامعهٔ شیلی شود به کار برد.

منابع

1. ↑  «Semantic differential». ویکی پدیای انگلیسی. دانشنامه آزاد.